# Donja Bresnica
Donja Bresnica (cyr. Доња Бресница) – wieś w Serbii, w okręgu toplickim, w mieście Prokuplje. W 2011 roku liczyła 165 mieszkańców.